# زندانی‌ها
زندانی‌ها یک فیلم سینمایی به کارگردانی، نویسندگی و تهیه‌کنندگی مسعود ده‌نمکی محصول سال ۱۳۹۷ است.
این فیلم در تاریخ ۲۵ اسفند ۱۳۹۷ در سینماهای ایران اکران شده‌است.

## داستان فیلم
طاها دانشجوی الهیات برای نوشتن پایان نامه خود دو زندانی را با گذاشتن سند آزاد می کند .این دو زندانی پس از آزادی نقشه میکشند که گنجی که در اطراف یک امام زاده وجود دارد را پیدا کنند . در پایان فیلم پس از کلی دردسر در پیدا کردن گنج ، سرانجام آن را پیدا میکنند و پس از باز کردن در صندوق متوجه میشوند که فقط یک قرآن خطی قدیمی در آن صندوق وجود دارد. ده‌نمکی قصد دارد در این فیلم تاثیر معنویات بر زندانی‌ها را به تصویر بکشد.

## بازیگران
| بازیگر        | نقش          |
| ------------- | ------------ |
| هدایت هاشمی   | طاها         |
| امیر صالحیان  | رحمان        |
| بهنام تشکر    | بیژن         |
| هومن برق‌نورد  | سعید         |
| برزو ارجمند   | ناصر         |
| بهاره افشاری  | ستاره        |
| بهنوش بختیاری | خواهر طاها   |
| اصغر نقی‌زاده  | رئیس زندان   |
| امیر نوری     | افشین        |
| اسدالله یکتا  | ساندویچ فروش |
| حوریه مقدم    | دختر مرد دزد |